# Peter Žulj
Peter Žulj (Wels, 9 juni 1993) is een Oostenrijks voetballer die doorgaans als offensieve middenvelder speelt. Hij verruilde RSC Anderlecht in juli 2021 voor Istanbul Başakşehir. Žulj debuteerde in 2018 in het Oostenrijks voetbalelftal. Hij is de jongere broer van Robert Žulj.

## Clubcarrière
Žulj is afkomstig uit de jeugdopleiding van Rapid Wien, waar hij niet verder raakte dan het tweede elftal. Tijdens het seizoen 2011/12 werd hij uitgeleend aan SV Grödig. Tijdens de eerste helft van het seizoen 2013/14 speelde de Oostenrijker op uitleenbasis voor TSV Hartberg. In januari 2014 werd hij van de hand gedaan aan Wolfsberger AC. Op 8 februari 2014 debuteerde Žulj voor zijn nieuwe club in de Oostenrijkse Bundesliga tegen Wacker Innsbruck met een doelpunt. Hij eindigde het seizoen met twee doelpunten in dertien competitieduels.
Op 16 januari 2019 maakt hij de overstap van Sturm Graz naar RSC Anderlecht. Hij tekende er een contract van 3,5 jaar. Op 27 januari maakte hij zijn eerste speelminuten voor RSC Anderlecht. Hij viel in tegen KAS Eupen. Hij kon er nooit echt overtuigen en werd begin 2021 voor een half seizoen verhuurd aan het Turkse Göztepe SK. Die zomer werd hij getransfereerd naar het Turkse Istanbul Başakşehir.

## Interlandcarrière
Žulj kwam uit voor verschillende Oostenrijkse nationale jeugdelftallen. Hij debuteerde op 27 maart 2018 onder bondscoach Franco Foda in het Oostenrijks voetbalelftal, tijdens een met 0–4 gewonnen oefeninterland in en tegen Luxemburg.

## Erelijst
| Competitie           | Aantal     | Jaren      |
| Sturm Graz           | Sturm Graz | Sturm Graz |
| -------------------- | ---------- | ---------- |
| Beker van Oostenrijk | 1x         | 2017/18    |